# Bill Rock
Der Bill Rock ist ein Rifffelsen in der Stromness Bay an der Nordküste Südgeorgiens. Er liegt 500 m östlich des südlichen Endes von Grass Island.
Wissenschaftler der britischen Discovery Investigations entdeckten und benannten ihn im Jahr 1928. Der Benennungshintergrund ist nicht überliefert.